# الجدید
الجدید (به عربی: الجدید) یک منطقهٔ مسکونی در عربستان سعودی است که در استان مدینه واقع شده‌است.